# Teinopodagrion oscillans
Teinopodagrion oscillans är en trollsländeart som först beskrevs av Selys 1862.  Teinopodagrion oscillans ingår i släktet Teinopodagrion och familjen Megapodagrionidae. Inga underarter finns listade i Catalogue of Life.